# 外口玉子
外口 玉子（とぐち たまこ、1937年12月16日 - 2022年3月12日）は、日本の政治家、保健師(保健学博士)、看護師。衆議院議員（1期）、社会福祉法人かがやき会理事長を務めた。

## 概要
1960年、東京大学医学部衛生看護学科卒業後、同大学の助手を経て、1968年、国立武蔵野療養所看護婦長に就任。翌1969年に渡米し、ボストン大学に留学。精神疾患を抱えたベトナム帰還兵の看護などにあたったという。1971年に同大学大学院看護学部修士課程を修了。帰国後の1973年、東京都精神医学総合研究所医療研究室主任研究員。1985年、同研究所副参事研究員。1989年に退職。1986年、精神障害者の社会参加と地域での生活を支援する「地域ケアセンター」を有志で立ち上げ、1989年に社会福祉法人かがやき会を設立。
東京大学で指導を受けた金子みつにスカウトされ、市民グループの支持を受けて翌1990年の総選挙で旧・東京4区から無所属で立候補した。既に日本社会党の党員であったが、同じ選挙区で沖田正人が公認されており自身が新人だった事から党の公認は得られず、推薦を受けて選挙活動を行ない当選。当選後は同党に公認された。国会では障害者や子供、高齢者の福祉問題に取り組んだ。
1993年の総選挙では土井たか子らと共に護憲の姿勢を強く打ち出して自治労以外の労働組合からはほとんど支援を受けられず、日本新党に票を奪われ落選。村山富市が総理大臣就任後の所信表明演説で自衛隊合憲を表明した事を受け、1994年7月21日に社会党を離党した。
政界引退後は1989年に設立した新宿区で精神障害者の支援をする社会福祉法人かがやき会理事長・地域ケア福祉研究所長として活動に取り組んだ。2020年4月、理事長を退任。
2022年3月12日、死去。84歳没。

【著書】
共著『精神科看護の展開』(1967  医学書院)、『問われ、問い続ける看護』(1977  星和書店)、『人と場をつなぐケア』(1988  医学書院)、『“困りごと”からケアは始まる～実践からの学びを支えるスーパービジョン』(2008  ゆう書房)、『外口玉子の仕事世界60年』(2022  看護の科学新社)。共編著『らい看護から』(1980  日本看護協会出版会)ほか多数。

## 政策
- 選択的夫婦別姓制度導入に賛成[9]。